# Liste des bases militaires des États-Unis dans le monde
- Plus de 1 000 militaires américains

Pays ayant une présence militaire américaine en 2007 :
Plus de 1000 militaires américains
Plus de 100 militaires américains
Usage d'installations militaires

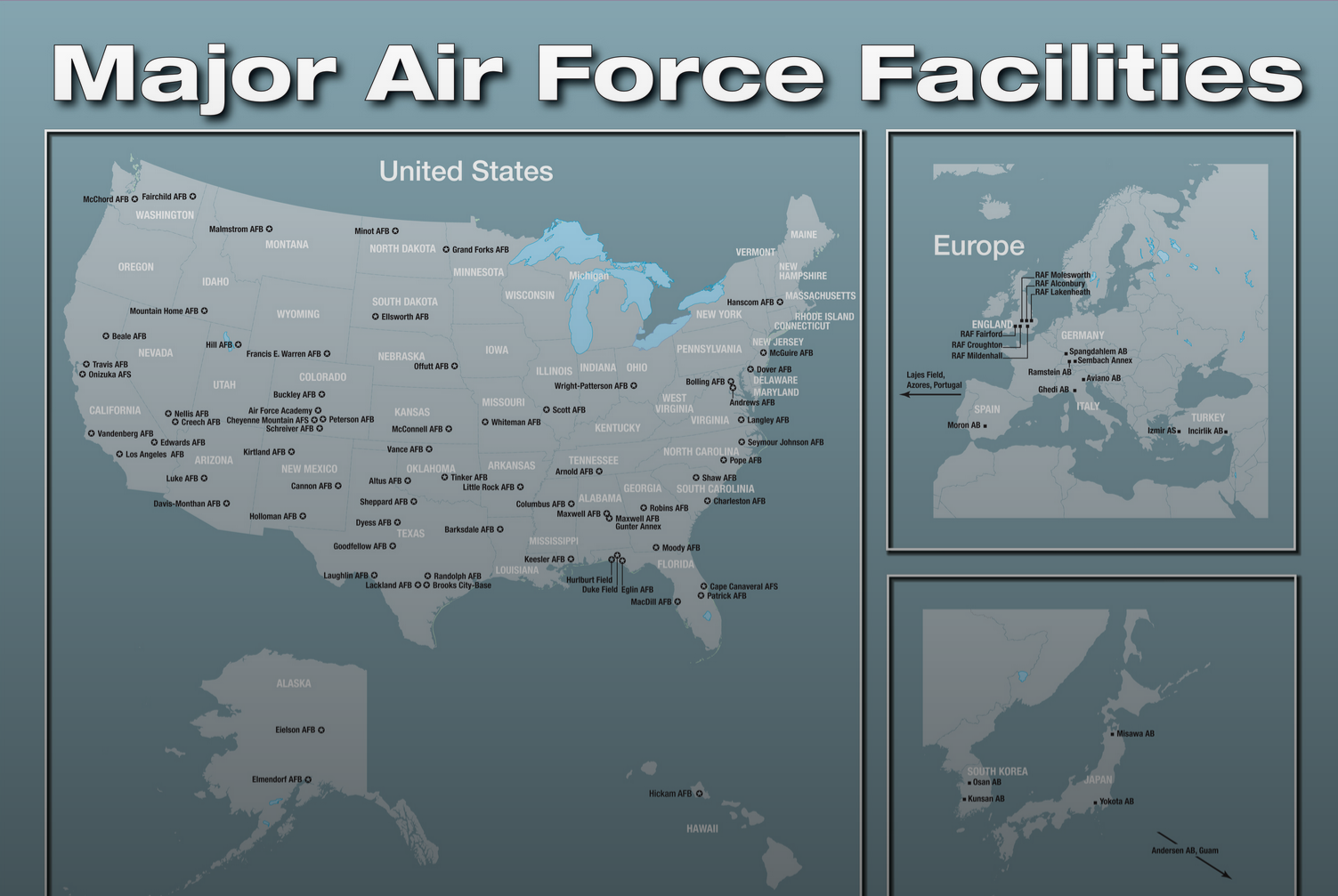
Cartes des principales bases de l'USAF a la fin des années 2010 avant le transfert de plusieurs sites a la Space Force dont Vandenberg à partir de fin 2019.

Cet article contient une liste non exhaustive des bases militaires des forces armées des États-Unis d'Amérique dans le monde hors du territoire métropolitain au début du XXIe siècle. À la suite de programmes de réorganisation (notamment BRAC 2005), des bases ont été fermées et de nouvelles ont été installées dans d'autres régions du monde.
En 2017, près de 200 000 hommes, soit 10 % du personnel militaire américain, sont déployés à l'étranger dans 800 bases militaires déclarées et 177 pays (en comptant le corps de garde des ambassades).
Cette liste contient également les bases militaires qui ne sont plus en activité, ou qui ont été activées de manière temporelle (crise, conflit, etc.).

## Allemagne
- Ansbach

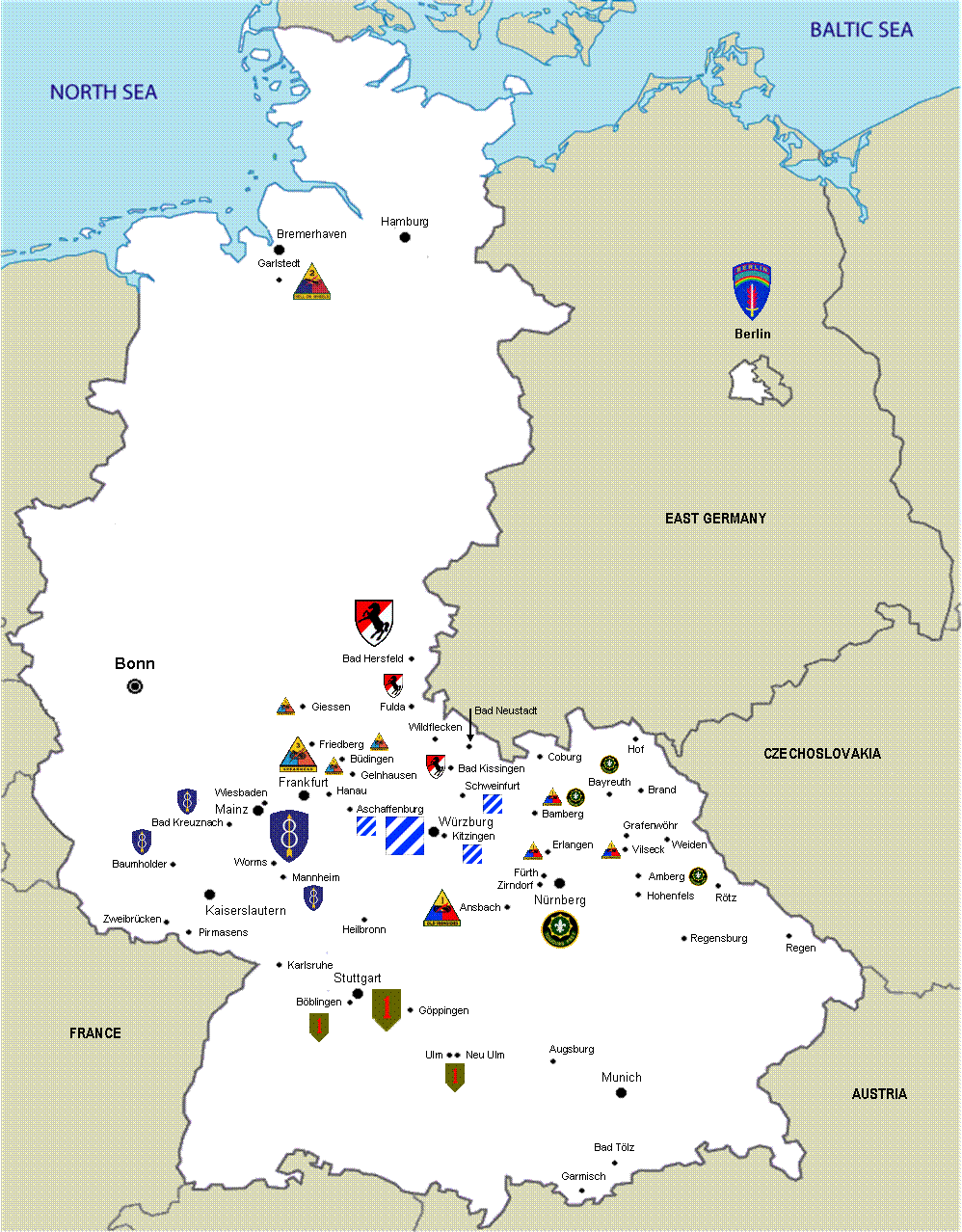
Formations de la VIIe armée américaine en Allemagne de l'Ouest en 1987 :
- 1re division blindée
- 2e division blindée
- 3e division blindée
- 1re division d'infanterie
- 3e division d'infanterie
- 8e division d'infanterie
- 2e régiment de cavalerie blindé
- 11e régiment de cavalerie blindé
- Berlin Brigade

Bases militaires américaines en Allemagne en 2014.

- Bad Aibling (Station de Bad Aibling)
- Bad Kreuznach
- Bamberg
- Baumholder
- Darmstadt
- Friedberg
- Garmisch
- Geilenkirchen (Geilenkirchen Air Base)
- Giebelstadt
- Grafenwöhr
- Hanau
- Heidelberg
- Hohenfels
- Illesheim
- Kaiserslautern
- Kitzingen
- Mannheim
- Ramstein-Miesenbach (Base aérienne de Ramstein)
- Rhein-Main Air Base (fermé le 30 décembre 2005)
- Schweinfurt
- Spangdahlem Air Base
- Stuttgart
- Vilseck
- Wiesbaden/Mayence
- Wurtzbourg

## Arabie saoudite
Les unités combattantes américaines ont évacué le pays en 2003. Il reste, en 2007, 400 personnes pour entraîner les forces saoudiennes.
- Prince Sultan Air Base, portion de la base occupée par les forces américaines rendue à l'armée saoudienne en septembre 2003
- Riyad (Riyadh Air Base)
- Taëf (King Fahd Air Base)

## Bahreïn
- Bahreïn (Naval Support Activity Bahrain)

## Belgique
- SHAPE-Chievres (Grand quartier général des puissances alliées en Europe)

## Burkina Faso
- Ouagadougou

## Cameroun
- Garoua (aéroport international de Garoua)[réf. nécessaire]

## Corée du Sud
- Séoul (Camp Humphreys) (Camp Eagle) (Camp Long) (Yongsan)
- Jinhae (COMFLEACTS Jinhae)
- Dongducheon (Camp Casey)
- Gunsan (Kunsan Air Base)
- Osan (Osan Air Base)
- Pusan (Camp Hialeah)
- Daegu (Camp Henry)

## Cuba
- Guantánamo (Guantanamo Bay Naval Station)

## Djibouti
- Djibouti (camp Lemonnier)
- Chabelley (base aérienne de Chabelley)

## Émirats arabes unis
- Abou Dabi (Base aérienne Al Dhafra)

## Équateur
- Manta[2] (Fermé en 2009) [3]

## Espagne
- Rota (Rota Naval Station)
- Moron

## Gabon
- Libreville[réf. nécessaire]

## Ghana
- Accra (aéroport international de Kotoka)[réf. nécessaire]

## Grèce
- Baie de Souda en Crète (Naval Support Activity Souda Bay)

## Groenland
- Base spatiale de Pituffik ("Thulé")
- Camp Century (années 1960, visait à stocker des missiles nucléaires le plus près possible de l'URSS; ce camp est à l'origine des premières carottes de glace étudiées)

## Islande
- Keflavík (Keflavik Naval Air Station), fermé depuis le 30 septembre 2006 et rouverte à partir du 1er avril 2008 pour le compte de l'OTAN.

## Italie
- Aviano Air Base
- Gaète (Naval Support Activity Gaeta Italy)
- Livourne (Camp Darby)
- Naples (Naples Naval Support Activity et Naval Hospital Naples)
- Sigonella (Sicile)
- Pise
- Vérone
- Vicence
- La Maddalena (Sardaigne) ouverte en 1973, fermée en janvier 2008

## Japon

Principales bases militaires américaines au Japon en 2009

bases militaires américaines à Okinawa Hontō en 2009.

- Atsugi (Atsugi Naval Air Facility)
- Camp Zama
- Iwakuni (MCAS Iwakuni)
- Kadena (Kadena Air Base)
- Misawa (Misawa Naval Air Facility) (Misawa Air Base)
- Préfecture d'Okinawa (Naval Hospital Okinawa, Marine Corps Base Camp Smedley D. Butler (en), Torii Station (en), il reste de très nombreuses bases et aéroports militaires américains sur l'île principale d'Okinawa, appelée Okinawa Honto). De 1945 à 1972, Okinawa était sous administration américaine. Durant la guerre du Viêt Nam, Okinawa a été considérée comme le porte-avions américain de la région. Des armes nucléaires y ont été stockées de 1954 à 1972 sur ces bases. Les Américains ont rétrocédé l'île aux Japonais en 1972.
- Sasebo (Sasebo Fleet Activities)
- Yokosuka (Yokosuka Fleet Activities), quartier général de la Septième flotte américaine,
- Fussa (Yokota Air Base)

## Kenya
- Wajir (aéroport de Wajir)
- Mombassa
- Manda Bay

## Kirghizistan
- Base aérienne de Manas à l'aéroport international de Manas (principal aéroport du Kirghizistan, à 25 km de la capitale Bichkek). À 90 minutes de vol de l'Afghanistan, la base a été ouverte par les États-Unis en décembre 2001. Elle est utilisée comme base de la 376th Air Expeditionary Wing dans le cadre de la guerre d'Afghanistan (1er hub aérien pour les forces de l'ISAF selon le Pentagone[4]. Environ 1 000 soldats américains, français et espagnols y sont installés, ainsi que 650 contractuels[4]. Des avions ravitailleurs KC-135 américains et C-135F français, des C-130 espagnols y ont été présents[4]. Elle a fermé en juillet 2014[5].

## Kosovo
- Camp Bondsteel (utilisée par la KFOR, force de l'OTAN depuis la guerre du Kosovo en 1999)

## Libye
- Misrata (aéroport de Misrata)[réf. nécessaire]
- Tripoli[réf. nécessaire]

## Mali
- Bamako (Aéroport international Modibo-Keïta)[réf. nécessaire]

## Niger
- Agadez (base aérienne 201 Niger)
- Niamey (aéroport international Diori-Hamani)
- Arlit
- Diffa
- Ouallam

## Ouganda
- Entebbe

## Pays-Bas
- Schinnen

## Philippines
- Base navale de Subic Bay (fermée entre 1992 et 2015)

## Portugal
- Lajes Field, Açores[6]

## Qatar
- Al Oudeid : Base militaire d'Al-Udeid

## Royaume-Uni
- Alconbury (RAF Alconbury)
- Lakenheath (RAF Lakenheath)
- Menwith Hill (RAF Menwith Hill près de Harrogate)
- Mildenhall (RAF Mildenhall)
- Molesworth (RAF Molesworth)
- St Mawgan (Joint Maritime Facility, Cornouailles)
- Upwood (RAF Upwood)

## Sénégal
- Dakar (aéroport international Léopold-Sédar-Senghor)

## Somalie
- Baledogle
- Bosaso
- Galkacyo
- Kismaayo
- Mogadiscio

## Tchad
- N'Djaména

## Territoire britannique de l'océan Indien
- Diego Garcia (Navy Support Facility Diego Garcia)

## Turquie
- Diyarbakır (1956-1997; renommée Pirinçlik Air Base en 1970. Celle-ci abritait des radars anti-missiles, dont le AN/FPS-17 développé par le Laboratoire de Rome dans l'État de New-York. La base fut fermée, en même temps que des bases en Allemagne, en septembre 1997[7].)
- Incirlik (Incirlik Air Base)
- Izmir (Izmir Air Base)

## Territoires d'outre-mer américains
- Guam (Naval Forces Marianas) (Andersen Air Force Base)
- Porto Rico (Roosevelt Roads Naval Station) (fermé depuis le 31 mars 2004)

## État de l'Union hors d'Amérique du Nord
- Hawaï
  - NS Barking Sands
  - COMNAVREG (OAHU)
  - Hickam Air Force Base
  - Marine Corps Base Hawaii Kaneohe Bay
  - Schofield/Shafter
  - USCG ISC Honolulu